# Harpuis
Harpuis (soms: harpuys) is een versmolten mengsel van gekookte lijnzaadolie, pijnhars en stearine. Vaak wordt er ook nog siccatief en wasbenzine toegepast om de lange uithardingstijd te verkorten. Harpuis wordt vooral bij houten schepen gebruikt als behandeling tegen verwering boven de waterlijn en houtworm.